# Little Red Rooster
Singles de Howlin' Wolf
Down in the Bottom
(1961) Goin' Down Slow
(1962)
Little Red Rooster (initialement intitulée The Red Rooster) est une chanson de blues écrite et composée par Willie Dixon. Elle est enregistrée pour la première fois en 1961 par Howlin' Wolf.
Une grande variété de musiciens interprète et enregistre Little Red Rooster. Le chanteur de musique soul Sam Cooke adapte la chanson en 1963 qui devient un succès aux États-Unis à la fois dans les charts pop et rhythm & blues. Sa reprise par les Rolling Stones se classe no 1 des ventes au Royaume-Uni en décembre 1964. Après It's All Over Now, c'est le deuxième numéro 1 du groupe.
L'original d'Howlin' Wolf figure dans la liste des « 500 chansons qui ont façonné le rock and roll » selon le Rock and Roll Hall of Fame.

## Origines
The Red Rooster ou Little Red Rooster (en français « le petit coq rouge ») de Willie Dixon utilise des éléments de plusieurs chansons de blues antérieures. Le thème reflète les croyances populaires du début du XXe siècle dans le Sud des États-Unis selon lesquelles un coq contribue à la paix dans la basse-cour en jouant le rôle d'un chien de garde. L'image du coq apparaît dans plusieurs chansons de blues des années 1920 et 1930, avec deux chansons particulières identifiées comme des précurseurs : Banty Rooster Blues, enregistrée en 1929 par Charley Patton, musicien de Delta blues et mentor d'Howlin' Wolf, et If You See My Rooster (Please Run Him Home) de Memphis Minnie en 1936. Dans les paroles de Patton (lui-même inspiré par The Crowing Rooster de Walter Rhodes en 1927), le coq doit prévenir la venue du « back door man », l'amant secret de sa femme, alors que dans celle de Dixon, le narrateur se plaint que son coq est trop paresseux pour chanter avant le lever du jour, permettant ainsi les visites clandestines la nuit. La chanson de Patton contient les vers « What you want with a rooster, he won't crow 'fore day » et « I know my dog anywhere I hear him bark », qui sont analogues aux paroles de Dixon « I have a little red rooster, too lazy to crow 'fore day » et « Oh the dogs begin to bark ». Certaines des paroles du blues de Memphis Minnie sont également similaires. Par exemple, elle chante « If you see my rooster, please run 'im on back home », tandis que Dixon utilise « If you see my little red rooster, please drive 'im home ». De surcroi, des lignes mélodiques similaires se retrouvent dans les deux chansons. Dans son enregistrement, Memphis Minnie fait une imitation à pleine gorge du chant du coq. Imiter les sons d'animaux deviendra plus tard une caractéristique de plusieurs des enregistrements de Little Red Rooster,.
Dans l'après-guerre, Margie Day enregistre avec les Griffin Brothers en 1950 une chanson intitulée Little Red Rooster dans le style jump blues alors en vogue. C'est une pièce bruyante jouée up-tempo par un petit groupe ; les paroles incluent « Got a little red rooster, and man how he can crow... He's a boss of the barnyard, any ol' place he goes ». La chanson de Dixon utilise la phrase « Keep everything in the barnyard, upset in every way ».

## Enregistrement d'Howlin' Wolf
Charlie Patton a influencé le développement musical d'Howlin' Wolf. Celui-ci a adapté plusieurs chansons de Patton, dont Spoonful, Smokestack Lightning et Saddle My Pony. Ceux qui ont connu Howlin' Wolf dans les années 1930 se souviennent de lui jouant une chanson similaire à The Red Rooster. Evelyn Sumlin, l'épouse d'Hubert Sumlin, guitariste de longue date de Wolf, estime que plusieurs des chansons qui ont ensuite été arrangées et créditées à Willie Dixon avaient déjà été développées par Howlin 'Wolf.
Howlin' Wolf enregistre The Red Rooster à Chicago en juin 1961. La chanson est interprétée comme un blues lent en clé de La. Le biographe de Dixon, Mitsutoshi Inaba, la note comme étant un blues à 12 mesures, bien que le nombre de temps par mesures dans la première section soit variable. Comme pour de nombreuses chansons de blues, les paroles de Dixon sont ambiguës et peuvent être lues à différents niveaux. Les diverses interprétations de ses vers vont du « blues le plus explicitement phallique depuis le Black Snake Moan de Blind Lemon Jefferson dans les années 1920 » à une simple chanson de basse-cour inoffensive.
Son chant et son jeu de guitare slide sont les éléments distinctifs de l'enregistrement d'Howlin' Wolf, avec l'accompagnement de Sumlin à la guitare électrique, « tranchant comme une lame de rasoir ». C'est l'une des deux seules, parmi les nombreuses chansons enregistrées par Howlin' Wolf au début des années 1960, qui incluent son jeu de guitare. Les autres musiciens de la session sont Johnny Jones au piano, Willie Dixon à la contrebasse, Sam Lay à la batterie, et peut-être Jimmy Rogers à la guitare.
The Red Rooster, accompagnée sur l'autre face par Shake for Me, qui est enregistrée au cours de la même session, est publié par Chess en octobre 1961. Cette chanson, pas plus que ses autres titres de la période considérés aujourd'hui comme l'une des plus connues, ne se classe pas dans les hit-parades,. Les deux sont incluses dans son album acclamé de 1962 Howlin' Wolf (souvent appelé l'album Rockin' Chair en raison de sa pochette). En 1968, Howlin' Wolf enregistre The Red Rooster avec Muddy Waters et Bo Diddley pour l'album The Super Super Blues Band. L'année suivante, il l'enregistre avec des arrangements psychédéliques pour The Howlin' Wolf Album. Plus tard, Chess s'arrange pour que Howlin' Wolf enregistre The Red Rooster et quelques autres chansons avec Eric Clapton, Steve Winwood, Bill Wyman et Charlie Watts pour l'album de 1971 The London Howlin' Wolf Sessions. Au début de l'enregistrement, on peut entendre Howlin' Wolf expliquer le timing de la chanson, car comme Wyman l'expliquera plus tard, « nous étions en quelque sorte en train de la jouer à l'envers ».

## Version de Sam Cooke
Le 23 février 1963, le chanteur de soul américain Sam Cooke enregistre sa propre interprétation de la chanson de Willie Dixon, l'intitulant Little Red Rooster. La chanson est d'abord proposée à L. C. Cooke, le jeune frère de Sam, qui enregistre alors du nouveau matériel. Cependant, L.C. sent que la chanson ne lui convient pas. « J'ai dit: "Je ne suis pas un chanteur de blues. Alors Sam a dit: "Eh bien, alors je vais le faire"». Sam Cooke choisi un arrangement que le musicologue Charles Keil décrit comme « un peu plus détendu et respectable » que celui de Wolf. Les paroles sont légèrement modifiées avec l'ajout d'un couplet supplémentaire. L'arrangement musical suit une progression d'accords typique du blues à 12 mesures, exécutée dans un tempo plus rapide que celui de Wolf (92 bpm) en clé de La (sur une mesure à 
).
L'enregistrement a lieu à Los Angeles avec un petit groupe de musiciens de session. Le jeune Billy Preston imite les sons du chant de coq ou des chiens qui hurlent et aboient à l'orgue. Cooke est acccompagné également de Ray Johnson au piano et Hal Blaine à la batterie (Barney Kessel est également mentionné comme guitariste). La chanson est un succès, atteignant la 7e place dans le classement Hot R&B Sides du magazine Billboard et la 11e position dans le palmarès Hot 100. Little Red Rooster est incluse sur l'album Night Beat de 1963, qui atteint le no 62 dans le classement de ventes d'albums Billboard 200.

## Reprise des Rolling Stones
Singles de The Rolling Stones
It's All Over Now
(1964) The Last Time
(1965)

### Contexte
Les artistes de Chicago blues du label Chess, dont Howlin' Wolf et Muddy Waters, ont influencé les Rolling Stones, le groupe empruntant son nom à un air de Muddy Waters et jouant un répertoire de chansons de blues au début de leur carrière. En 1962, avant d'avoir enregistré en tant que groupe, Mick Jagger, Brian Jones et Keith Richards, assistent au premier American Folk Blues Festival, auquel participe Willie Dixon. Lorsque Dixon et Howlin' Wolf sont à Londres (tous deux présents lors de l'édition de 1964), ils rencontrent plusieurs musiciens de rock locaux. Giorgio Gomelsky, le directeur d'Early Stones, décrit une telle réunion :
« Il y avait Howlin' Wolf, Sonny Boy [Williamson] et Willie Dixon, tous les trois assis sur ce canapé... Willie était en train de chanter et de taper sur le dossier de la chaise et Sonny Boy jouait de l'harmonica et ils faisaient de nouvelles chansons. Dans une certaine mesure, c'est pourquoi les gens connaissent ces chansons et les ont enregistrées plus tard. Je me souviens que 300 Pounds of Joy, Little Red Rooster, You Shook Me étaient toutes des chansons que Willie avait transmises à cette époque... Jimmy Page venait souvent, les Yardbirds, Brian Jones... »
En 1971, Howlin' Wolf enregistre son neuvième album The London Howlin' Wolf Sessions aux Olympic Studios à Barnes, et la chanson fait partie de celles qui sont enregistrées lors de ces sessions. Eric Clapton, Bill Wyman et Charlie Watts jouent sur cette version avec Howlin' Wolf. 
Dixon ajoute : « J'ai laissé beaucoup de cassettes quand j'étais là-bas... [je leur ai dit que] quiconque le voulait pouvait faire une chanson de blues. C'est ainsi que les Rolling Stones et les Yardbirds ont obtenu leurs chansons ».
Alors que leur producteur Andrew Loog Oldham et la maison de disque Decca sont réticents, les Rolling Stones décident de reprendre cette chanson, au moment où ils commencent pourtant à se libérer de l’emprise du blues de Chicago avec les précédents singles Tell Me (You're Coming Back) et It's All Over Now, orientés pop. « Tout le monde a froncé les sourcils, aussi bien la compagnie de disques que notre management, écrit Keith Richards. Mais on avait l'impression d'être sur la crête de la vague et donc de pouvoir faire ce qu'on voulait. C'est presque une marque de défiance vis-à-vis de la pop. »,

### Enregistrement, parution et réception
La chanson est enregistrée le 2 septembre 1964 aux Regent Sound Studios à Londres et finalisée dans les studios Chess à Chicago le 8 novembre,. Assez fidèle à l'original, elle est exécutée comme un blues modérément lent (74 bpm) en tonalité de sol. Matthew Greenwald décrit leur arrangement comme une progression de blues à 12 mesures, mais les Stones varient parfois la durée, d'une manière toutefois différente de celle d'Howlin' Wolf. Jagger utilise les paroles de l'original (en omettant le couplet supplémentaire créé par Sam Cooke), mais il chante I am the little red rooster au lieu de I got a little red rooster. Si Bill Wyman suit globalement les lignes de basse de Dixon, Charlie Watts admettra plus tard que sa partie de batterie est inspirée par la version de Cooke. Brian Jones joue de la guitare slide et Keith Richards ajoute une partie de guitare rythmique. Sean Egan, le biographe de Stones, note : « À bien des égards, c'est le disque de Brian Jones. [Il a toujours été] le plus grand puriste de blues du groupe ». Pour lui, « la juxtaposition de la guitare acoustique et de la slide électrique apportent quelque chose de plus riche et plus chaleureux que n'importe quel blues qu'ils aient jamais tenté auparavant ». Stephen Davis ajoute : « C'était son chef-d'œuvre, sa guitare inspirée hurlant, aboyant comme un chien, chantant comme un coq ».
La chanson sort en single au Royaume-Uni le 13 novembre 1964 avec en face B une nouvelle composition signée Jagger/Richards intitulée Off the Hook, parue sur le second album du groupe. Après It's All Over Now, le single précédent, Little Red Rooster devient le second no 1 du groupe le 5 décembre, pour une semaine. C'est la première et unique chanson de blues à atteindre le sommet des charts britanniques. Aux États-Unis, la chanson n'est publiée qu'en février 1965 sur l'album américain The Rolling Stones, Now !.
En 1964 et 1965, les Rolling Stones interprètent Little Red Rooster à la télévision à plusieurs reprises, dont les programmes britanniques Ready Steady Go! et Thank Your Lucky Stars, ou les américains The Ed Sullivan Show, Shindig! et Shivaree,,. Dans Shindig!, Jagger et Jones présentent Howlin' Wolf comme étant le premier à enregistrer Little Red Rooster et comme l'une de leurs premières influences.
Des versions en public apparaissent sur les albums Love You Live (1977) et Flashpoint (1991), avec Eric Clapton à la guitare slide.

### Personnel
- Mick Jagger : Chant, harmonica
- Brian Jones : guitare slide
- Keith Richards : guitare électrique
- Bill Wyman : basse
- Charlie Watts : Batterie

### Classements dans les charts
| Palmarès (1964–65)                               | Meilleure position |
| ------------------------------------------------ | ------------------ |
| Allemagne - GfK Entertainment charts             | 14                 |
| Belgique (Flandre) - Ultratop 50 Singles         | 20                 |
| Belgique (Région wallonne) - Ultratop 50 Singles | 15                 |
| Irlande - Irish Singles Chart                    | 4                  |
| Norvège - VG-lista                               | 6                  |
| Pays-Bas - Single Top 100                        | 4                  |
| Royaume-Uni - UK Singles Chart                   | 1                  |

## Autres reprises notables
Cette chanson a été reprise par de nombreux artistes de blues, de soul, de rock ou d'autres styles,, parmi lesquels :
- 1965 : Big Mama Thornton, sur l'album In Europe.
- 1966 : Carla Thomas, sur son 3e album Carla.
- 1969 : José Feliciano, sur l'album Feliciano - 10 to 23.
- 1969 : Luther Allison and the Blue Nuebulae, sur Love Me Mama. Allison l'enregistre à nouveau en 1972 pour Bad News is Coming.
- 1970 : The Doors, avec John Sebastian à l'harmonica, paru en 1983 sur l'album live Alive, She Cried.
- 1970 : Willie Dixon, sur l'album I Am the Blues.
- 1971 : ZZ Top lors de concerts à San Antonio et Fort Worth, Texas.
- 1973 : Z.Z. Hill, en face B du single Let Them Walk.
- 1978 : Otis Rush sur l'album Troubles Troubles.
- 1979 : John Lee Hooker en concert à Paris au Bataclan.
- 1980 : Grateful Dead sur le live Dead Set, et lors de nombreux concerts.
- 1982 : Iggy Pop en concert à l'Université de Calgary au Canada.
- 1984 : Lucky Peterson, sur l'album Ridin'.
- 1989 : Tom Petty and the Heartbreakers lors du Strange Behavior Tour.
- 1992 : The Jesus and Mary Chain sur la compilation Ruby Trax - The NME's Roaring Forty du New Musical Express.
- 1992 : Izzy Stradlin and the Ju Ju Hounds lors de plusieurs concerts entre 1992 et 1993.
- 1993 : Dee Dee Ramone lors d'un concert à New York, ainsi qu'en 1999 à La Plata en Argentine.
- 1994 : Van Morrison, lors de nombreux concerts entre 1994 et 2016.
- 1995 : B. B. King lors d'un concert à Milwaukee.
- 1996 : Bryan Adams, sur le single Let's Make a Night to Remember.
- 1998 : Louis Bertignac lors de concerts à Paris, Ris-Orangis et Bordeaux.
- 2000 : Arno en concert à Clichy.
- 2004 : Etta James, sur l'album Blues to the Bone.
- 2006 : Steven Seagal avec le groupe Thunderbox, sur l'album Mojo Priest.
- 2009 : The Raconteurs, sur Live in London.